# Spaltenskorpion
Der Spaltenskorpion oder Dünnschwanzskorpion (Hadogenes bicolor) ist ein Skorpion aus der Familie der Hormuridae, wird aber von einigen  Systematikern den Bothriuridae zugeordnet. Er lebt ausschließlich im Nordosten der Republik Südafrika in felsigen Bergregionen.

## Merkmale
Die Art erreicht eine Körperlänge bis ca. 70 Millimeter, mit deutlich abgeflachtem Körperbau, sehr langem und schmalem Metasoma und langen Pedipalpen. Sie ist markant zweifarbig, die hellen Cheliceren, Beine und das Stachelglied (Telson) kontrastieren mit dem dunklen Carapax, Pedipalpen, den Tergiten von Pro- und Mesosoma und dem ersten bis fünften Segment des Metasoma, die Sternite sind ebenfalls heller gefärbt. Der Carapax trägt drei Paare lateraler Ocelli, die gleich groß sind wie die medianen Ocelli. Der Vorderrand ist in der Mitte gekerbt, die Frontalloben stehen als gerundete Strukturen nach vorne vor. Der Carapax ist mit Ausnahme der Sulci und Frontalloben fein gekörnt. Die Chela der Pedipalpen trägt auf ihrem beweglichen Finger einen lappenförmigen Fortsatz, der in eine Aussparung des festen Fingers eingreift, distal zu dieser Aussparung trägt der feste Finger einen ähnlichen Lobus. Die Chela ist circa viermal so lang wie breit. Die letzten Beinglieder (Telotarsi) tragen lange, steife Borstenreihen und stark gekrümmte Klauen; diese ermöglichen gute Bewegungseigenschaften auf felsigem Untergrund, wo die Tiere auch kopfüber auf überhängenden Felsen laufen können, erlauben aber auf weichem Grund nur eingeschränkte Fortbewegung.
Hadogenes bicolor ist von den anderen Arten der Gattung, insbesondere von denen der bicolor-Artengruppe, sehr schwer morphologisch unterscheidbar. Wesentliche Unterscheidungsmerkmale sind die Form der Chelicerenglieder und darauf sitzende Sinneshaare (Trichobothrien). Da jede Art endemisch in jeweils einer oder wenigen benachbarten Bergketten Südafrikas verbreitet ist und sich ihre Verbreitungsgebiete nicht überlappen, ist die Artbestimmung im Gelände einfacher.
Geschlechtsreife Männchen der Art sind, wie typisch für die Gattung, an ihren sehr schmalen, stark verlängerten Metasoma erkennbar, welches länger ist als Prosoma und Mesosoma zusammengenommen. Juvenile Männchen und Weibchen sind untereinander sehr ähnlich.

## Biologie und Lebensweise
Die Art ist ein Habitatspezialist, sie lebt ausschließlich auf nackten, verwitterten Granit- und Dolerit-Felsen der Transvaal-Drakensberge, wo sie in engen Spalten, seltener auch unter abgewitterten, aufliegenden Felsblöcken Versteckplätze sucht. Die besiedelten Bergregionen sind humid, mit Jahresniederschlägen zwischen etwa 600 und 1100 Millimetern pro Jahr. Sie kommt gemeinsam (sympatrisch) mit den Skorpionsarten Opistophthalmus glabrifrons, Pseudolychas pegleri, Uroplectes triangulifer, gelegentlich auch mit Opisthacanthus validus, Parabuthus transvaalicus und Uroplectes olivaceus vor. Im natürlichen Lebensraum werden in ihren Schlupfwinkeln Ringsegmente verschiedener Doppelfüßer-Arten gefunden, die vermutlich ihre Hauptbeute sind.

## Verbreitung
Die Art ist ein Endemit Südafrikas und lebt ausschließlich in den Provinzen Mpumalanga und Limpopo. Die Art besitzt ein größeres Verbreitungsgebiet als viele andere der knapp 20 Hadogenes-Arten, sie lebt auch in einigen Schutzgebieten, und gilt daher nicht unmittelbar als gefährdet. Wie alle verwandten Arten ist sie potenziell gefährdet durch exzessives Sammeln von Tieren für die Terrarienhaltung.

## Fortpflanzung
Nach typischem Paarungsverhalten im Frühjahr, bei dem es nach der Balz zu einer Art Tanz kommt, werden im Sommer bis zu 50 Junge geboren, die bis zur ersten Häutung auf dem Rücken der Mutter verbringen.

## Giftwirkung
Hadogenes-Arten sind in ihrer Giftwirkung normalerweise vergleichbar zu einem Bienen- oder Wespenstich. Nach Abklingen des Schmerzes sind keine weiteren Symptome zu befürchten.